# 키릴-메토디우스 형제단
키릴-메토디우스 형제단은 우크라이나에서 최초로 민족정체성의 방향을 제시한 조직이다. 이 조직에 대한 문서로는 H.코스토마료프가 쓴 《신의 율법(우크라이나 민족의 실제)》와 B.M.벨로제르스크가 만든 《키릴-메토디우스 형제단의 슬라브인의 법령》과 그 해석이 있는데, 키릴-메토디우스 형제단은 H.코스토마료프의 《신의 율법》을 통해 우크라이나인들, 벨로루시인들, 폴란드인들에게 호소하면서 실제적이고 실행가능한 방법들을 찾았다. 이 문서들에는 먼저 민주적 사회제도속에서 슬라브인들 각각의 공화국들을 만들고 슬라브 민족들에게 서로 연합할 것을 호소한다.
키릴-메토디우스 형제단은 자유, 평등, 슬라브민족들간의 관계를 새로운 사회의 기반으로 선전했다. 또한 이것에 도달하기 위한 구체적 방법으로 농노제폐지, 계층간의 법률상의 차별금지, 근로자를 위한 교육을 제시했다.
코스토마료프, 쿨리쉬, 나브로츠키, 벨로제르스키, 굴락 등등의 끼예프와 하리코프 대학의 젊은 인텔리겐치아들이 형제단을 구성하기 시작했다. 특히 1846년 4월 형제단에 가입한 쉐브첸코는 이후 형제단의 사상적 형성과 그들의 실질적인 활동에 중요한 영향을 주었다. 이후 1846년 가을 코스토마료프외 12명은 많은 수의 동료들과 키릴-메토디우스 형제단이라는 비밀조직을 만들었다.